# Lipsothrix iranica
Lipsothrix iranica là một loài ruồi trong họ Limoniidae. Chúng phân bố ở miền Cổ bắc.